# Теплухин, Владимир Николаевич
Владимир Николаевич Теплухин (13 июля 1957, Москва — 19 февраля 2001, Москва) — российский художник-авангардист.

## Биография
Владимир Теплухин родился в Москве 13 июля 1957 года. С 1971 по 1974 год учился в Московской Средней Художественной школе №1 им. В.А. Серова (класс В.А. Гераскевича).
В 1970-е годы Теплухин, принадлежал к школе Белютина, разделяя эстетику «авангардного фигуратива». Интересовался «семантикой», уподобление живописи знаковой системе- символическому языку, способному передавать идеи духовного порядка. Позднее вне влияния Белютина, в работах Теплухина возникали реминисценции иконописи.
«В работах периода белютинской школы: «вспученные» абстрактные объёмы и красочные массы словно бы взрывали пространство, угрожая взломать поверхность и расторгнуть сами рамы картины.»
1981 год: знакомство с М. Шварцманом
1988—1991 год: работа в иератической школе М. Шварцмана, разработка собственного почерка. «Иератическое искусство — требовало выверенной дисциплины художественного метода, что было нужно и полезно для стихийной ищущей натуры Теплухина — подвижное равновесие среди бытийности и хаоса.»
В. Теплухин скончался 19 февраля 2001 года